# Lycaena bilucha
Lycaena bilucha är en fjärilsart som beskrevs av Moore 1884. Lycaena bilucha ingår i släktet Lycaena och familjen juvelvingar. Inga underarter finns listade i Catalogue of Life.